# Alonso Guerrero Pérez
Alonso Guerrero Pérez (Mérida, 12 de noviembre de 1962) es un escritor español y profesor de Lengua y Literatura en Badajoz. Además de ficción ha escrito ensayo, crítica literaria y periodismo de opinión.

## Biografía
Nacido en Mérida en 1962, hijo de María de los Dolores Pérez Díaz y Juan Francisco Guerrero, pero educado y criado en Almendralejo (Badajoz), estudió Filosofía y Letras y se hizo profesor de enseñanza secundaria en centro público (instituto). Comenzó su carrera literaria presentándose a diversos premios literarios. En 1982 ya ganó el Premio Felipe Trigo de Villanueva de la Serena (Badajoz) de narraciones cortas con la novelita Tricotomía, y en 1987 el Premio Navarra de Novela con Los años imaginarios.
En los años noventa coinciden dos circunstancias en su vida: en el terreno profesional además de su labor como profesor de instituto, se dedica a escribir, pero las publicaciones vienen despacio. Una novela experimental de esa época es Los ladrones de libros (1991). Por otro lado en el terreno privado el 7 de agosto de 1998 Alonso Guerrero se casó con Letizia Ortiz, que después sería Princesa Letizia y después Reina de España. Se habían conocido siendo ella alumna y él profesor en el Instituto Ramiro de Maeztu de Madrid. Se casaron por lo civil en el Salón de Plenos del Ayuntamiento de Almendralejo, después de noviazgo y vida en común durante cerca de diez años. Letizia y Alonso se divorciaron solo un año después, en 1999.
Después de esa época se aceleraron sus publicaciones con: El hombre abreviado y El durmiente (1998), Fin del milenio en Madrid (1999), De la indigencia a la literatura y El edén de los autómatas (2004), Doce semanas del siglo XX (2007), y Un palco sobre la nada (2012). En el terreno del ensayo apareció La muerte y su antídoto (2004). Escritor de amplísimas lecturas, se han señalado como evidentes influencias las de Larra, Stevenson, Henrik Ibsen, Herbert Wells, Franz Kafka, Malcolm Lowry, Luis Landero, Vila Matas, Florián Recio, Francisco Umbral, o Camba.
Desde que se hizo público el compromiso de Letizia Ortiz con el entonces Príncipe de Asturias Felipe de Borbón y sobre todo desde su boda en mayo de 2004, su vida se vio agitada por las presiones institucionales y mediáticas, de las que pudo desentenderse hasta la redacción y publicación de El amor de Penny Robinson (2018). En la trama de esta novela desaparece la propia peripecia de las personas reales para centrarse en una intriga literaria con densas referencias literarias, por ejemplo de Kafka.

## Contenido
Los ladrones de libros desarrolla una extraña línea argumental: una banda de ladrones se especializa en atracos a librerías de donde se llevan cantidades de libros al por mayor, que luego almacenan en una fantasmal casa de campo. Los personajes son variopintos y un claro rasgo estilístico es la profusión de metáforas, comparaciones y símiles, rozando la greguería:

Bajé desde los jardines colgantes del insomnio [...] Descendí al maelstrom con un juego de poleas atascado en el pecho,

Un palco sobre la nada está construida sobre una metáfora de Flaubert sobre el futuro como una puerta cerrada al final de un túnel oscuro y largo. Se trata de una novela de ciencia ficción ambientada en el siglo XXIII con dedicación a la gerontocracia creada por la supervivencia de los ricos frente a la natural desaparición de los pobres, calificada también como "distopía".
Un día sin comienzo trata sobre los Atentados del 11 de marzo de 2004. La motivación para escribir este libro le vino al autor por el conocimiento de familiares de algunas víctimas del atentado. Guerrero trabaja en Alcalá de Henares y vivió en Guadalajara, todo en la línea del tren que sufrió el atentado.
En El mundo sumergido el protagonista se convierte en hombre de acción apartado de las nuevas tecnologÍas. Se ha señalado la defensa de la vuelta al hombre natural, con propia voz. Asimismo los críticos han comentado por un lado la gran proporción de material noficticio y por otro lado las recurrentes alusiones literarias.
Muy al contrario de anteriores obras, El amor de Penny Robinson apenas utiliza literaturización y se limita a narrar el ambiente de presión mediática que el protagonista sufre, con especial dedicación al mundo televisivo y en concreto sobre los programas de tertulianos. La novela apenas alude a la situación personal del autor, se alude en la última frase de la novela y solo la solapa posterior sí lo menciona claramente. De hecho el final de la novela desarrolla el proceso de confección de la obra como encargo editorial.

## Obras
- Tricotomía (1982)
- Los años imaginarios (novela, 1987)
- Los ladrones de libros (novela, 1991)
- El hombre abreviado (novela, 1998)
- El durmiente (novela, 1998)
- Fin del milenio en Madrid (trece narraciones, 1999)
- De la indigencia a la literatura (narraciones, 2004)
- El edén de los autómatas (novela, 2004)
- La muerte y su antídoto (2004)
- Doce semanas del siglo XX (novela, 2007)
- Un palco sobre la nada (novela, 2012)
- Un día sin comienzo (novela, 2014)
- El mundo sumergido (novela, 2016)
- El amor de Penny Robinson (novela, 2018)
- Las mujeres felices son una quimera (novela, 2022). Ganadora del I Premio Internacional de Novela Jurídica del Colegio de Abogados de Granada.